# 亦鲁该
亦鲁该（蒙古语转写：Ilügei，羅馬化：īlūkāī nūyān，见《史集》），汉文史料《元朝秘史》称其为亦鲁格、亦鲁该，出身札剌亦儿部，13世纪初蒙古帝国成吉思汗时代的千户长。他曾任成吉思汗第三子窝阔台的王傅，在窝阔台统治时期地位极高。

## 生平
亦鲁该是成吉思汗的那可儿（伴当）之一合丹的儿子，弟弟朶囉阿歹也是千户长。他担任成吉思汗第三子窝阔台的“阿德貝格”，其子野里知吉带与窝阔台为乳兄弟。1206年蒙古帝国建国后，亦鲁该被定为开国功臣第五。他统领的千户被分封给窝阔台，他本人被定为窝阔台的王傅。
最初分封给窝阔台的四千户包括：亦鲁该的札剌亦儿部千户、迭该的别速部千户、亦剌黑秃阿的速勒都思部千户、塔亦儿的弘吉剌部千户，其中亦鲁该居首。成吉思汗死后，窝阔台即位为大汗，亦鲁该作为元老和千户长在当时地位显赫。亦鲁该的事迹和晚年记载极少，后来他儿子野里知吉带在蒙哥争得汗位后被处决。
现存与亦鲁该相关的记载中，有一则关于阿兒渾阿加的轶事：出身斡亦剌部贫困家庭的阿兒渾被父亲以一块牛腿肉卖掉，亦鲁该买下他。因赏识其才，阿兒渾被安排到窝阔台怯薛中服役，最终官至伊朗总督府长官。

## 札剌亦儿部亦鲁该家族
- 合丹（Qada'an/قدان/qadān）
  - 亦鲁该那颜（Ilügei noyan，یلوکای نویان/īlūkāī nūyān）
    - 野里知吉带（Eljigidei，یلچیدای/īlchīdāī/erkertai），亦鲁该之子，《史集》中提及他隶属窝阔台的亲卫队（怯薛），一些学者认为《元朝秘史》里担任窝阔台侍卫的阿勒赤歹，与野里知吉带是同一人物[5]。窝阔台死后，窝阔台家族与拖雷家族爆发汗位之争，野里知吉带成为窝阔台家族一派的急先锋。贵由汗去世后的忽里勒台大会上，他主张拥立窝阔台之孙失烈门为汗，却被忽必烈反驳。蒙哥即位后，他与也孙帖额、掌吉等人一同被处决[1]。一些学者认为，蒙哥统治时期野里知吉带被处决，亦鲁该家族就此衰落，这是关于亦鲁该及其家族记载匮乏的原因[6]。
    - 答失蛮（Dānishmand/دانشمند），野里知吉带之弟。野里知吉带被杀后，他仍侍奉于窝阔台家族，还曾以窝阔台汗国海都的使者身份活动。

  - 朵啰阿歹·宝儿赤（Dolo'adai ba'urči，دولادای باورچی/dūlādāī bāūrchī），亦鲁该之弟，担任“宝儿赤”（主膳官）。窝阔台即位后，他统领的千户从拖雷家族转封给窝阔台之子阔端。